# .ch
.ch je internetová národní doména nejvyššího řádu pro Švýcarsko (podle ISO 3166-2:CH).
Název domény „.ch“ nepochází z názvu země v kterémkoli z jazyků používaných ve Švýcarsku: „Schweiz“, „Suisse“, „Svizzera“ a „Svizra“. Namísto toho pochází z latinského názvu „Confoederatio Helvetica“ (Helvétská konfederace). Toto jméno mají na sobě vyraženy také všechny švýcarské mince.
Od března 2004 je možné registrovat jména obsahující diakritiku (IDN).